# Craig Mackinlay
Craig Mackinlay (nascido em 1966) é um politico e empresário britânico.
Inicialmente membro do Partido da Independência do Reino Unido (UKIP), Mackinlay serviu como líder político do UKIP em 1997, antes de se juntar ao Partido Conservador em 2005. Em maio de 2015, foi eleito Membro do Parlamento Britânico por South Thanet, derrotando o actual líder do UKIP Nigel Farage.